# Alisometra
Genre
Alisometra est un genre de crinoïdes de la famille des Colobometridae.

## Liste des espèces
Selon World Register of Marine Species (21 novembre 2020) :
- Alisometra longipinna (AH Clark, 1916)
- Alisometra owstoni (AH Clark, 1912)